# Giuseppe Prinzi
Giuseppe Prinzi, född 1825 i Messina, död 1895 i Frascati, var en italiensk skulptör.

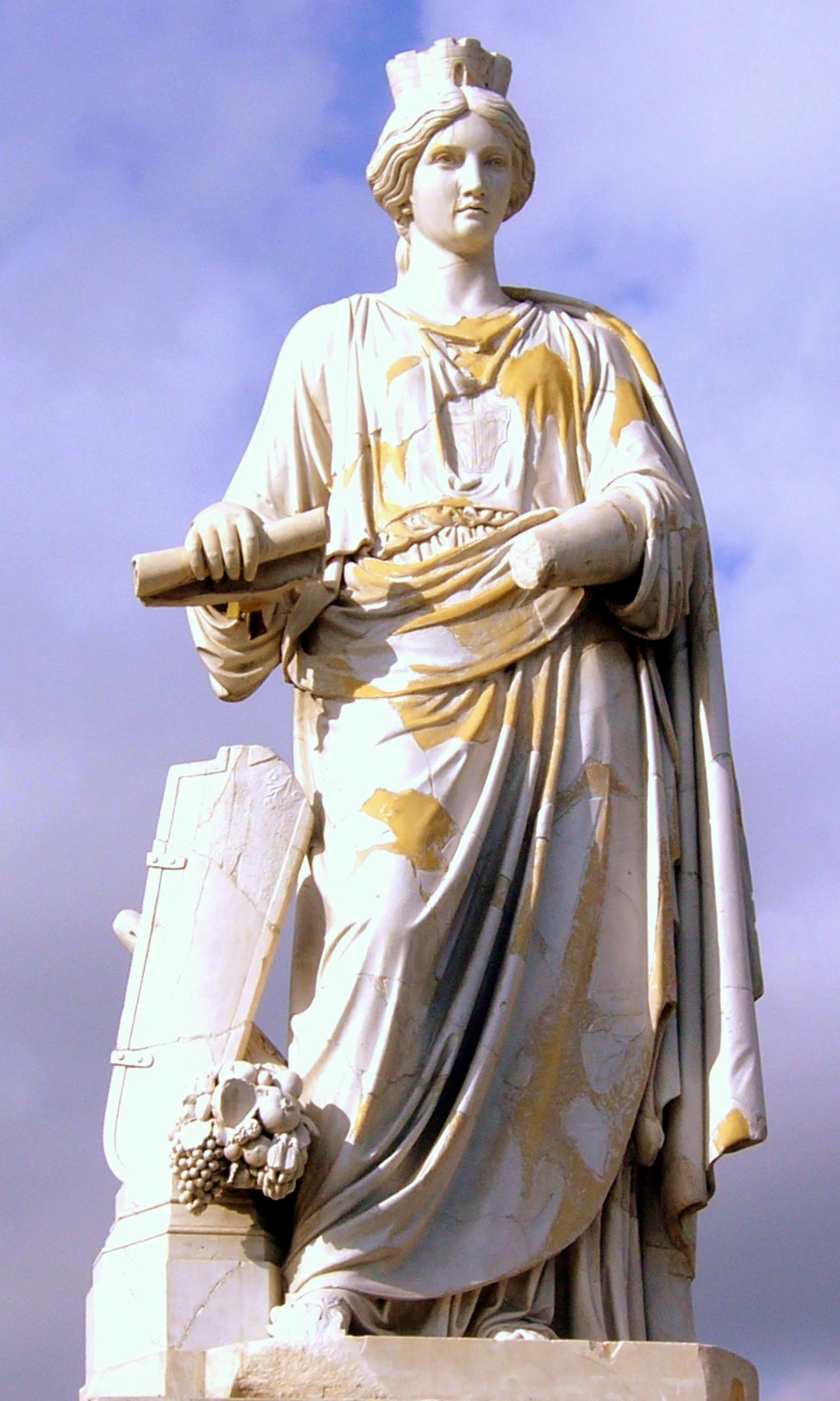
Prinzis allegoriska staty av Messina, i Messina